# Bayır, Muğla
Bayır là một thị trấn thuộc thành phố Muğla, tỉnh Muğla, Thổ Nhĩ Kỳ. Dân số thời điểm năm 2011 là 4.005 người.